# Staffordshire
Staffordshire é um condado cerimonial e não-metropolitano da Inglaterra.  
Sua maior cidade é Stoke-on-Trent, tendo outras cidades com potencial, como Lichfield, Stafford, Burton upon Trent, Cannock, Newcastle-under-Lyme e Tamworth. Wolverhampton e Walsall pertenciam ao condado até 1974, mas atualmente pertencem ao condado de West Midlands.
É adjacente a Cheshire ao noroeste, Derbyshire e Leicestershire ao leste, Warwickshire ao sudeste, West Midlands e Worcestershire ao sul, e Shropshire ao oeste.